# Comana (okręg Giurgiu)
Comana – wieś w Rumunii, w okręgu Giurgiu, w gminie Comana. W 2011 roku liczyła 2113 mieszkańców.